# Wolfgang Packhäuser
Wolfgang Packhäuser (* 1951 in Geithain) ist ein deutscher Schauspieler.
Packhäuser studierte Schauspiel am Max Reinhardt Seminar in Wien. In den 1980er Jahren war er Mitglied des Ensembles des Theaters Dortmund. Von 1992 bis 1997 war er im Ensemble des Hessischen Staatstheater Wiesbadens engagiert und gastierte am Schauspielhaus Zürich. Seit 1998 ist er im deutschen Film und Fernsehen zu sehen.
1988 spielte er die Rolle des Hitler in der deutschen Erstaufführung des Dramas Mein Kampf von George Tabory am Schauspiel Dortmund.

## Filmografie (Auswahl)
- 1999–2019: Tatort (Fernsehreihe)
  - 1999: Kinder der Gewalt
  - 2000: Trittbrettfahrer
  - 2003: Dreimal schwarzer Kater
  - 2003: Hexentanz
  - 2005: Leerstand
  - 2006: Unter Kontrolle
  - 2007: Das Ende des Schweigens
  - 2008: Brandmal
  - 2009: Platt gemacht
  - 2012: Mein Revier
  - 2014: Der Hammer
  - 2019: Spieglein, Spieglein
- 1999–2000: Stadtklinik (Fernsehserie, 8 Folgen)
- 2000: Adelheid und ihre Mörder (Fernsehserie, 1 Folge)
- 2000–2012: Ein Fall für zwei (Fernsehserie, 6 Folgen)
- 2002: Extreme Ops
- 2002: Das Verlangen
- 2002: Ein starkes Team – Träume und Lügen
- 2006: Auftauchen
- 2006: Lulu[2]
- 2007: Ein starkes Team – Stumme Wut
- 2008: Das Papst-Attentat
- 2009: Die Päpstin
- 2010: Tiere bis unters Dach
- 2011: Unter Nachbarn
- 2011: Die Schäferin
- 2012: Ende der Schonzeit
- 2013: Gold
- 2013: Heldt – Gefährliches Spielzeug
- 2016: Emma nach Mitternacht – Frau Hölle
- 2021: Das Schwarze Quadrat